# Dシリーズ (漫画)
『Dシリーズ』（ドラゴンシリーズ）では、喜多尚江による日本の漫画作品「DEAR D」「D絵巻」「聖獣D」番外編の「鬼がふり返った刻」の4つの短編について説明する。

## あらすじ
DEAR D
高校2年生の神川竹美が住んでいる町には、竜が住んでいると言われる泉がある。竹美は泉をはさむようにして建てられた小さな神社に住んでいた。竹美は泉の反対側の山にある大きな寺の息子である泉草太郎が好きなのだが、負けず嫌いなため告白をしなかった。そんなある冬の日、泉の周りの花が狂い咲きして、泉に住んでいる竜が現れる。
D絵巻
時は江戸時代中期。地上に戻って来た竜は泉に通っていた少年・冬之助に会いに行く。冬之助は左腕に太刀傷のある父親を探していた。竜は探す手伝いをする代わりに一つ願い事を叶えて欲しいと約束する。
聖獣D
時は平安時代、都ではいつものように竜が暴れまわっていた。そんなある日、竜は帝の巫女姫・椿と出会い恋に落ちる。しかし椿が帝の者であるため、それは禁じられた恋だった。
鬼がふり返った刻
時は平安時代、坂田公時の婚約者である紅葉は、ある日逃走中の酒呑童子と出会う。「真っ赤な姿で、財宝を盗み、人の生き血をすする」と畏怖されていた酒呑だったが、噂と違う彼を知った紅葉は酒呑についていく。

## 登場人物
竜（りゅう）
泉に封印されていて、100年に一度狂い咲きした花が咲いている間だけ外に出られる。姿は「霊体」と「実体」がある。基本的には人間とあまり変わらない姿である。霊体は白い長髪に長く尖った耳、頭に角があって、服装は狩衣。この姿は普通の人間には見えない（泉に引き込もうとした人間も死ぬまでは見られる）が、動物には見える。実体は好きになった人間が女なら女の姿になり、男なら男の姿になってしまう。風や雷を操ったり、傷を癒したりという魔法を使えるが、大きい魔法を使うと花が早く散り、地上にいる時間が短くなってしまう。普通の人間を泉に引きずりこむのには大きい魔法が必要になってくる。泉に封印される前（平安時代）は都を騒がせていたのだが、愛し合っていた姫・椿の死によって暴走、多くの人間の命を奪う結果となり、泉に封印された。

### DEAR D
作者の巫女体験から作られた作品。Dシリーズの1作目。単行本「イチゴとメロンとオバケ」に収録。
神川竹美（かみかわたけみ）
竜の騒ぎを鎮めたという伝説の残っている竜の泉神社に住んでいる女子高生。なにやら不思議な力があるらしく、草太郎の足の怪我を治してしまった（冗談でやったので自覚がない）。竜に惚れられて泉に引き込まれそうになる。草太郎が好きなのだが、「告白はした方が負け」という信念を持っているため告白していない。
泉草太郎（いずみそうたろう）
全国で有名な寺である泉竜寺の息子。なぜか竜の霊体の姿が見える。竹美のことが好き。

### D絵巻
Dシリーズの2作目。単行本「新宇宙」に収録。
冬之助
総髪の少年。泉で鯉になった竜と出会い、それから10年間ほとんど毎日泉に通って剣術の稽古をしていた。泉竜寺に預けられていることと、前述の「DEAR D」で竜が「こいつ（草太郎）の先祖にあたる」男に恋をしていたと話していることから、草太郎の先祖であると思われる。
冬之助の父
左腕に太刀傷のある男。殺し屋。

### 聖獣D
Dシリーズの3作目。単行本「鬼がふり返った刻」に収録。
椿（つばき）
地神の娘。体の弱い姫に拾われ、その姫を生かすために帝の元で働く。地震を予知したり、花の咲く時期を予知したりする。いつも他人との違いに悩んでいたが、自分と似ている竜に出会って恋に落ちる。
路芝（みちしば）
椿のもとで働く青年。都一の弓の使い手。椿のことが好。
酒呑童子（しゅてんどうじ）
竜の友達。赤い髪の人間。竜と都に降りた際、都の人間に斬られて左目を負傷する。

### 鬼がふり返った刻
Dシリーズの番外編。聖獣Dに登場する酒呑童子の物語。御伽草子の「酒呑童子」がもとになっている。
紅葉（もみじ）
池田中納言の娘で、坂田公時の婚約者。恋を知らなかったが、ある時出会った酒呑に恋をする。横笛が得意。
酒呑童子（しゅてんどうじ）
真っ赤な髪で、左目に傷を負った青年（その傷は「聖獣D」の中で都の人間につけられたものと思われる）。一応竜の力を召喚することができるが、成功するのは100回に一度程度。
坂田公時（さかたのきんとき）
紅葉の婚約者で、源頼光の四天王の1人。優しくて強い。父親が竜族の者（赤い竜）だったらしく、竜の力で引き起こされた竜巻に巻き込まれても無事だった。
茨木童子（いばらぎどうじ）
酒呑の仲間。「銀のトゲ」では主人公として出ている。珍しい銀髪をしており、女の姿で現れて幻術を使う。
渡辺綱、碓井貞光、卜部季武
源頼光の四天王。綱は3人の中で唯一鬼（茨木）を見ている。綱は「銀のトゲ」のもう一人の主人公である。
藤原保昌（ふじわらのやすまさ）
源頼光の友人。本作品では名前のみ登場している。